# クラシック・ロワール＝アトランティック
クラシック・ロワール＝アトランティック または、クラシク・ロワール＝アトランティク（Classic Loire-Atlantique）は、例年3月下旬、フランス、ロワール＝アトランティック県で開催される、自転車競技、ロードレースにおける、ワンデイレースの名称。当初はUCIヨーロッパツアー1.2カテゴリだったが、2011年より同1.1カテゴリに格上げ。

## 歴代優勝者
| 年   | 選手名                                                     |
| ---- | ---------------------------------------------------------- |
| 2000 | フレデリック・ドラランド                                   |
| 2001 | ニコラ・ロト                                               |
| 2002 | ルネ・ヨガート                                             |
| 2003 | トマ・ヴォクレール                                         |
| 2004 | エルキ・ピュトセップ                                       |
| 2005 | ホセー・アルベルト・マルティーネス                         |
| 2006 | セルゲイ・コレスニコフ                                     |
| 2007 | ニコラ・ジャラベール                                       |
| 2008 | ミケル・ガスタニャガ                                       |
| 2009 | シリル・ブシ                                               |
| 2010 | ローラン・マンジェル                                       |
| 2011 | リーウ・ウェストラ                                         |
| 2012 | フロリアン・ヴァション                                     |
| 2013 | エドヴィヒ・カマールツ                                     |
| 2014 | アレクシ・グジャール                                       |
| 2015 | アレクシ・グジャール                                       |
| 2016 | アンソニー・タージス                                       |
| 2017 | ローラン・ピション                                         |
| 2018 | ラスムス・クリスティアン・クアーデ                         |
| 2019 | ルディ・バルビエ                                           |
| 2020 | 新型コロナウイルス感染症の世界的流行 (2019年-)により未開催 |
| 2021 | アラン・リウ                                               |
| 2022 | アントニー・ペレス                                         |
| 2023 | アクセル・ジングレ                                         |
| 2024 | ポール・ラペラ                                             |